# Дьозо Екснер
Дьозо Віктор Екснер (угор. Exner Győző Victor, 22 грудня 1864, Берегове — 1945, Будапешт) — угорський шахіст єврейського походження, майстер. Також відомий як поет (зазвичай публікувався під ім'ям Regőczy Győző).

## Біографія
Народився на території Закарпаття. Його батько — Нандор Екснер, фінансовий адміністративний суддя, а мати — Ірма Регучі Гусар (Марія). Його брат Корнел Екснер був юристом і президентом угорської шахової асоціації, заснованої в 1921 році. В юності переїхав до Будапешту. Працював учителем угорської та німецької мов в Будапешті, Братиславі, Секешфегерварі. З 1910 р — в Дьорі. Був в шаховому клубі Еркеля (в 1889 р клуб увійшов в Будайське шахове товариство). Під час роботи в Секешфегерварі був головою місцевого шахового клубу. Разом з братом співпрацював з журналом «Budapesti Sakkszemle».
Його дружиною була Ілона Терезія Кіцка. У нього було троє дітей, у тому числі Еміль, найстарший, відомий інженер, геодезист, доктор технічних наук, і премія Кошута в 1953 р.
У 1911 р. переніс інсульт. Після цього рідко брав участь в змаганнях. У 1921 р став членом президії Угорської шахової федерації. У 1939 р за внесок у розвиток шахів в Угорщині отримав звання почесного майстра.

## Творчість
- Költemények (Budapest, 1882)
- Költemények (Budapest, 1884)
- Eszmék, ötletek, gondolatok (Budapest, 1886)
- Egyszerűség és jó kedv (Budapest, 1888, költemények)
- Szépprózai dolgozatok (1899., kiadó: Márkus Samu)
- Réka gyásza (elbeszélő költemény) (1903) A művet a Magyar Tudományos Akadémia 1901. évi pályázatán Nádasdy-díjjal jutalmazták.
- Szerelem könyve. (költemények, Székesfejérvár, 1896)
- A primadonnák harca, Győr, 1912.
- A föld ura (egyfelvonásos tragédia)